# الاتحاد الآسيوي للاسكواش
تأسس الاتحاد الآسيوي للاسكواش في 29 نوفمبر 1980. كانت الدول الأعضاء المؤسسين هي البحرين وبنغلاديش وماليزيا وباكستان والفلبين وسنغافورة وتايلاند.

## الخلفية
قدمت باكستان أول رئيس، ومقر، وأمانة عامة. مبادئ وأهداف الاتحاد الآسيوي للاسكواش هي:
- العمل كهيئة إدارة الاسكواش في آسيا، وبالتالي تعزيز والمساعدة في تطوير الرياضة بين الدول.
- دعم وإنفاذ الجوانب الأساسية لجميع القواعد التنظيمية والفنية للرياضة، كما قررها الاتحاد الدولي للاسكواش، من أجل:
  - تنفيذ القواعد الأساسية للمنافسات الدولية في رياضة الاسكواش؛ و
  - الحفاظ على علاقة عمل مع المجلس الأولمبي الآسيوي.
- للحفاظ على سلطة واستقلال الأعضائ.
- حماية المصالح المشتركة لأعضائها من خلال التشاور والجهود المنسقة.
- جمع المعلومات وتجميعها وتداولها بين أعضائها.
- مساعدة الأعضاء في تعزيز رياضة الاسكواش التنافسية لصالح جميع الدول الأعضاء.
- التحكيم إذا اقتضت الظروف ذلك في أي نزاع متعلق بالاسكواش بين الدول الأعضاء.

## الرؤساء
| لا. | سنين      | اسم                  |
| --- | --------- | -------------------- |
| 1   | 1980–1985 | م.أنور شميم          |
| 2   | 1985–1997 | ادوارد جاكوب         |
| 3   | 1997–2001 | مهاتير مخزاني        |
| 4   | 2001–2009 | نارايانا راماشاندران |
| 5   | 2009–2013 | داتو أ. ساني كريم    |
| 6   | 2013-     | ديفيد واي واي موي    |

## قائمة الأعضاء
| البلد          | الاتحاد                                | الرئيس                 |
| -------------- | -------------------------------------- | ---------------------- |
| البحرين        | اتحاد البحرين للريشة الطائرة والاسكواش | حسام بن عيسى آل خليفة  |
| بنغلاديش       | اتحاد مضارب الاسكواش في بنغلاديش       | موفق الرحمن موهان      |
| بروناي         | اتحاد مضارب الاسكواش في بروناي         | عبد الحميد عبد الله    |
| الصين          | اتحاد الاسكواش الصيني                  | تشانغ شياو نينغ        |
| تايبيه الصينية | اتحاد مضارب الاسكواش في تايبيه الصينية | تشارلز سي واي تشين     |
| هونغ كونغ      | اسكواش هونج كونج                       | ديفيد واي موي          |
| الهند          | اتحاد مضارب الاسكواش في الهند          | K. S. سريباثي          |
| إندونيسيا      | اسكواش برساتوان اندونيسيا              | شريف بسطمان            |
| إيران          | اتحاد الاسكواش في إيران                | مسعود سليماني          |
| العراق         | اتحاد الاسكواش العراقي                 | علي جهاد رمضان         |
| اليابان        | اتحاد الاسكواش الياباني                | توتسومي فوجيجاساكي     |
| الأردن         | الاتحاد الأردني للاسكواش               | رمزي علي طبلات         |
| كوريا الجنوبية | اتحاد الاسكواش الكوري                  | وون كوان كيم           |
| الكويت         | اتحاد الاسكواش الكويتي                 | حسين عبد المقصود       |
| لبنان          | اتحاد الاسكواش اللبناني                | محمود البدوي           |
| ماكاو          | اتحاد الاسكواش في ماكاو                | تشيونغ لوب كوان        |
| ماليزيا        | اتحاد مضارب الاسكواش في ماليزيا        | داتو سيد مصطفى سيد علي |
| نيبال          | اتحاد مضارب الاسكواش في نيبال          | كيشور ماهارجان         |
| سلطنة عمان     | اتحاد الاسكواش في عمان                 | أحمد بن هاشل المسكري   |
| باكستان        | اتحاد الاسكواش الباكستاني              | طاهر رفيق بوت          |
| Palestine      | اتحاد الاسكواش الفلسطيني               | محمد ابو لغد           |
| الفلبين        | اتحاد مضارب الاسكواش في الفلبين        | روميو إم ريبانو        |
| قطر            | اتحاد الاسكواش القطري                  | ناصر الخليفي           |
| السعودية       | اتحاد الاسكواش السعودي                 | طارق التميمي           |
| سنغافورة       | اتحاد مضارب الاسكواش في سنغافورة       | ديزموند هيل            |
| سريلانكا       | اتحاد الاسكواش في سريلانكا             | باليثا ويراسينغي       |
| تايلاند        | اتحاد مضارب الاسكواش في تايلاند        | باتي ساراسين           |

## البطولات
فعاليات كبار السن
- بطولة آسيا للاسكواش
  - بطولة آسيا الفردية للاسكواش
  - بطولة آسيا للزوجي للإسكواش
  - بطولة آسيا للفرق للاسكواش

فعاليات الناشئين
- بطولة آسيا للناشئين في الاسكواش
  - بطولة آسيا الفردية للناشئين في الاسكواش
  - بطولة آسيا للناشئين في الاسكواش
- سلسلة السوبر الآسيوية للناشئين

الأحداث الرئيسية
- بطولة آسيا للكبار

## روابط خارجية
- الموقع الرسمي للاتحاد الآسيوي للاسكواش